# Лебедев, Пётр Константинович
Пётр Константинович Лебедев (6 сентября 1897,  Санкт-Петербург,  Российская империя —  14 июня 1951,  Москва,  СССР) — советский военачальник, генерал-лейтенант артиллерии (1945).

## Биография
Родился 6 сентября 1897 года в  Санкт-Петербурге. Русский. Окончил четыре класса городского училища.
С мая 1916 года служит в Российской императорской армии и принимает участие в Первой мировой войне, сначала артиллерийским разведчиком, а затем младшим фейерверкером.
С февраля 1918 года на службе в РККА - курсант  1-х Советских Петроградских артиллерийских командных курсов. После их окончания, с апреля 1919 года  участвовал в боях против белоэстонских войск, а затем воевал на  Польском фронте, был дважды ранен.  После войны продолжил службу в армии на командно-начальствующих должностях.
С началом Великой Отечественной войны начальник штаба  артиллерии 7-й армии Северного фронта. С 1 июля её войска вели оборонительные бои в Карелии, отходя под ударами финских войск. К 30 июля армия оборонялась на рубеже Поросозеро, Шотозеро, р. Тулокса. С 27 августа армия была передана в состав Ленинградского, а с 1 сентября Карельского фронта. В середине сентября её войска, оборонявшиеся на ухтинском и ребольском направлениях, были переданы в состав Кемской оперативной группы Карельского фронта. 25 сентября армия была выведена из состава Карельского фронта и переименована в 7-ю отдельную армию с подчинением Ставке ВГК. В середине октября её войска, действовавшие на медвежьегорском и кондопожском направлениях, были выделены в Медвежьегорскую оперативную группу Карельского фронта. С октября 1941 года  армия обороняла рубеж по р. Свирь между Онежским и Ладожским озёрами. За эти бои Лебедев был награждён орденом Красного Знамени.
С февраля 1943 года генерал-майор артиллерии Лебедев - командующий артиллерией  27-й армии вместе с которой принимает участие в Демянской операции, Курской битве и Белгородско-Харьковской операции, в освобождении Украины, в Ясско-Кишинёвской, Дебреценской, Будапештской, Балатонской, Венской и Грацко-Амштеттенской операциях. Во время Ясско-Кишинёвской наступательной операции 27-я армия наносила главный удар в полосе 2-го Украинского фронта на ясском направлении, прорвав глубоко эшелонированную оборону противника и обеспечив ввод в прорыв 6-й танковой армии. Затем армия при поддержке артиллерии Лебедева развила стремительное наступление в глубь территории Румынии, за девять суток с боями пройдя около 300 км, при этом разрезав на части тылы немецко-румынской группы армий «Южная Украина», с ходу овладела городами Аджуд, Фокшани, Бузэу, Плоешти. В феврале 1945 года  армия была переброшена южнее Будапешта, где принимала участие в Балатонской операции, а затем перешла в наступление в ходе Венской операции, наступала в общем направлении Веспрем — Залаэгерсег — Грац. В ходе Грацко-Амштеттенской наступательной операции армия к 10 мая 1945 года вышла к реке Мур на участке Грац — Брук, где встретилась с союзными американскими войсками. За умелое планирование  и успешное применение артиллерии в этих боевых операциях  Лебедев был награждён  полководческими орденами Кутузова I степени, Богдана Хмельницкого I степени и Суворова II степени.
За время войны генерал Лебедев был 14 раз персонально упомянут в благодарственных в приказах Верховного Главнокомандующего.
После окончания войны генерал-лейтенант артиллерии Лебедев продолжил службу на командных должностях в Советской Армии.  С 19 мая 1948 года по  23 марта 1950 года занимал должность начальника Военно-исторического музея артиллерии, инженерных войск и войск связи в Ленинграде.
Скончался   14 июня 1951 года. Похоронен на Введенском кладбище в Москве.

## Награды
- орден Ленина (21.02.1945)[5][6]
- три ордена Красного Знамени (22.02.1943[7], 03.11.1944[6][8], 24.06.1948[6][9])
- орден Кутузова I степени (13.06.1944)[10]
- орден Богдана Хмельницкого I степени (17.05.1944)[11]
- орден Суворова II степени (28.04.1945)[12]
- орден Отечественной войны I степени (27.08.1943)[13]
  - медали в том числе:
  - «XX лет Рабоче-Крестьянской Красной Армии» (1938)[10]
  - «За победу над Германией в Великой Отечественной войне 1941—1945 гг.» (21.08.1945)[14]
  - «За взятие Будапешта» (1945)[9]

1. За прорыв сильно укрепленной обороны немцев в районе севернее Кировограда в западном направлении, окружении в районе Звенигородка, Шпола группировки противника, действующей севернее этой линии, в составе девяти пехотных и одной танковой дивизий и овладении более трехсот населенных пунктов, в том числе города Звенигородка, Шпола, Смела, Богуслав, Канев и крупные железнодорожные узлы Бобринская, Цветково, Мироновка. 3 февраля 1944 года. № 68.
2. За овладение городом Умань, городом и важным железнодорожным узлом Христиновка, районными центрами Киевской области Тальное, Буки, Маньковка, Бабанка, Екатеринополь, районным центром Винницкой области Монастырище и  более 300 других населенных пунктов. 10 марта 1944 года. № 82.
3. За овладение городом Могилёв-Подольский – крупным железнодорожным узлом и важным опорным пунктом обороны немцев на Днестре. 20 марта 1944 года. № 89.
4. За прорыв обороны противника, овладение городами Дорохой и Ботошаны, за форсирование реки Прут. 8 апреля 1944 года. № 102.
5. За овладение штурмом мощными опорными пунктами обороны противника – городами Яссы, Тыргу-Фрумос, Унгены и захват более 200 других населенных пунктов. 22 августа 1944 года. № 168.
6. За разгром группировки противника южнее Ясс, и овладение городами Роман, Бакэу, Бырлад и Хуши – стратегически важными опорными пунктами обороны противника, прикрывающими пути к центральным районам Румынии. 24 августа 1944 года № 174.
7. За овладение городом и основным центром нефтяной промышленности Румынии — Плоешти. 30 августа 1944 года № 182.
8. За форсирование реки Тисса, овладение столицей Трансильвании городом Клуж и городом Сегед – крупным хозяйственно-политическим и административным центром Венгрии. 11 октября 1944 года. № 194.
9. За овладение штурмом городами Сату-Маре и Карей — важными опорными пунктами обороны противника в Северной Трансильвании. 25 октября 1944 года. № 204.
10. За овладение штурмом крупным узлом коммуникаций и мощным опорным пунктом обороны противники городом Мишкольц — важнейшим центром военного производства Венгрии, снабжающим немецкие и венгерские армии. 3 декабря 1944 года. № 216.
11. За овладение на территории Чехословакии городами Рожнява и Йелшава — важными опорными пунктами обороны противника. 24 января 1945 года. № 249.
12. За отражение атаки одиннадцати танковых дивизий немцев юго-западнее Будапешта, и  овладение городами Секешфехервар, Мор, Зирез, Веспрем, Эньинг, и  более 350 других населенных пунктов. 24 марта 1945 года. № 306.
13. За овладение городами Надьбайом, Бегене, Марцали и Надьятад — сильными опорными пунктами обороны немцев, прикрывающими нефтяной район Надьканижа. 30 марта 1945 года. № 320.
14. За овладение городами Вашвар, Керменд, Сентготтард — важными опорными пунктами обороны немцев на реке Раба и, южнее озера Балатон. 31 марта 1945 года. № 322.